# Гаулајтер
Гаулајтер је био партијски вођа регионалног огранка НСДАП (познатије под именом Нацистичка партија), или вођа гауа, територијалне области Нацистичке Немачке.

## Етимологија
Немачка реч Leiter значи вођа, док је Gau стара реч за област државе, којом су некада владали франачки гаугрофови; у преводу ова административна област одговара отприлике округу. Гау је једна од многих архаичних речи из средњовековног немачког, коју су нацисти оживели за своје потребе.

## Историја
Титула гаулајтера је уведена 1925, након што је Нацистичка партија реорганизована након неуспелог Пивничког пуча. До 1928, гаулајтер је такође постао нацистички паравојни чин, и временом је постао друга највиша таква позиција, иза рајхслајтера (у грубом преводу, национални вођа).

## Политичка позиција
У теорији, гаулајтер је био само представник Нацистичке партије који је служио као координатор регионалних догађаја које је организовала Нацистичка партија, и као саветник локалних власти. У пракси, гаулајтери су били неприкосновени владари својих области управљања. Правна власт је служила само да формално лупа печате за гаулајтере.
Гаулајтер је био највише рангирани политички лидер гауа, политичког административног нивоа у оквиру Рајха. Рајх (национални) ниво је био највиши, гау (округ, префектура, провинција) други по реду, крајс (дистрикт) трећи по реду а орт (општина) најнижи у хијерархији. Постојала су још два додатна нижа локална нивоа (блок и целе, који су представљали партијске ћелије). Политичке вође ортова и виших управних нивоа су носиле званичне униформе са ознакама административног нивоа.

## Обележја
Обележја за ниво гаулајтера су се састојала од два храстова листа на браон подлози на реверу. Штелфертретер-гаулајтер, заменик гаулајтера је носио само један храстов лист.
Све политичке вође које су радиле на нивоу гауа су носиле ромбоидне ознаке на реверима са црвеним (не браон) подлогама и тамноцрвеним оквиром око спољашње ивице*.
Званичници на нивоу рајха су носили ознаке на реверима гримизне боје са златним оквиром; на нивоу крајса ознаке боје тамне чоколаде са белим оквиром, а на нивоу орта светло браон ознаке са светлоплавим оквиром. Систем ознака за ревере политичких вођа је био прилично компликован и претрпео је четири промене (свака је усложњавала систем); коначна (четврта) верзија која је описана изнад, је уведена крајем 1938.